# 親愛的殺手
《親愛的殺手》是一部2020年的台灣電影，於2020年12月4日在台灣上映，由賴孟傑執導，由鄭人碩、邱偲琹、喜翔、黃采儀、鄭志偉主演。

## 劇情
六（鄭人碩飾演）原本是名運動員，但因為意外導致下半身癱瘓，以販售愛心商品維生，與從事計程車司機的父親（喜翔飾演）相依為命。在販售獎券的期間，六透過經常向他買彩券的公寓警備文哥（鄭志偉飾演）認識了少女泡麵（邱偲琹飾演）。
泡麵平日要照顧有心理疾病的母親（黃采儀飾演），在學校也遭到霸凌，加上從母親手裡接手的文具店生意慘淡，飽受文哥欺負，為了獲得金錢而忍受文哥的羞辱脅迫，數度和文哥進行性交易。
原本六因為對性的好奇，經由文哥指示和泡麵進行性交易，但是六在臨走前請泡麵擁抱他，受到感動潸然落淚。兩人漸漸的從性交易發展為感情。六還在偶然從泡麵寫在牆上白板的字樣，理解泡麵有意讓殺手協助她完成殺人的委託。
然而當文哥知道六與泡麵的關係後，文哥再次找上泡麵試圖威脅她，這次泡麵選擇反抗文哥和逃出住處。文哥被偷拍受害者的男友刺殺了，六與泡麵仍未獲得平靜的生活，泡麵在某日餵食母親的過程中，因為不堪母親的言詞羞辱，在急促餵食對方的情況，造成母親噎死。另一方面，六的父親因為罹患胰臟癌末期，為避免後續負擔，透過手機表達要殺了六的想法。六在父親試圖勒死自己時假裝昏死，趁父親離去時離開家裡，與泡麵會合。
六與泡麵會合後，他瞥見泡麵母親的遺體，決定保護泡麵，於是他持刀刺向泡麵母親的遺體，實現泡麵希望從困境解脫的心願。在故事的最後，六在乘坐輪椅的狀態被警方逮捕到案，泡麵則乘坐著輪椅行動，仿效六存活的方式，作為對後者的思念。

## 獎項紀錄
| 類別       | 頒獎日期      | 獎項       | 入圍者／作品 | 結果 | 參考  |
| ---------- | ------------- | ---------- | ------------ | ---- | ----- |
| 臺北電影獎 | 2021年10月9日 | 最佳男配角 | 鄭志偉       | 提名 | [ 3 ] |

## 外部連結
- 開眼電影網上《親愛的殺手》的資料（繁體中文）
- Yahoo奇摩電影上《親愛的殺手》的資料（繁體中文）
- 豆瓣电影上《親愛的殺手》的資料 （简体中文）
- 台灣電影網上《親愛的殺手》的資料（繁體中文）
- 互联网电影数据库（IMDb）上《親愛的殺手》的资料（英文）